# مجزرة شفا عمرو
مجزرة شفاعمرو: هي مجزرة وقعت بتاريخ 4\8\2005 نفذها جندي إسرائيلي متطرف يدعى«نتان زادة» في مدينة شفاعمرو العربية في الأراضي المحتلة.

## الاحداث
في 4 أغسطس 2005 كانت حافلة محملة بعرب ال48 تمر في مدينة شفاعمرو وكان الجندي الإسرائيلي (من اصل إيراني) نتان زادة داخل الحافلة فبدأ بإطلاق النار على الحافلة مما أدى إلى مقتل 4 فلسطينيين وإصابة 15 أخرين وعندما نفذت ذخيرة الجندي تمكنت مجموعة شبان فلسطينيين من مهاجمته وإنهالوا عليه بالضرب المبرح مما أدى إلى مقتل الجندي.

## رد فعل الفلسطينيين
- السلطة الفلسطينية: استنكر بشدة رئيس السلطة الفلسطينية محمود عباس هذه المجزرة ودعى المجتمع الدولي إلى محاكمة الحكومة الإسرائيلية وعمت مظاهرات واعتصامات حاشدة في مدن الضفة الغربية مطالبة بمحاكمة الإسرائيليين ومساء نفس اليوم إندلعت مواجهات عنيفة بين الشبان الفلسطينيين وقوات الاحتلال الإسرائيلي في مخيم قلنديا قرب رام الله وفي بلدتي نعلين وبلعين قرب رام الله وفي مخيم شعفاط قرب القدس وفي بلدة بيت أمر قرب الخليل.
- حماس: في بيان لكتائب عز الدين القسام في الضفة الغربية نعت شهداء المجزرة توعدت بثأر والقصاص لأرواح الشهداء وأنين الجرحى وفعلا قامت بخطف مستوطن إسرائيلي قرب رام الله وقتله ردا على المجزرة وقامت أيضا كتائب القسام بقطاع غزة بقصف المدن والبلدات الإسرائيلية بصواريخ وقذائف الهاون ردا على المجزرة.
- كتائب شهداء الأقصى: في بيان لكتائب شهداء الأقصى بنابلس توعدت بالانتقام لارواح الشهداء وفعلا قام قائد كتائب شهداء الأقصى في نابلس «باسم أبو سريه» الملقب «بالقذافي» بتوجهيه أحد عناصر الكتائب لعملية رد وفعلا كان الرد سريع حيث قام عنصر من عناصر الكتائب بتفجير نفسه في حاجز بيت إيبا مما أدى إلى مقتل 2 جنود وإصابة 10 آخرين.